# Palazzo Petriccione di Vadi
Il Palazzo Petriccione di Vadi è un edificio storico di Napoli ubicato in via dei Mille 1 nel quartiere Chiaia.

## Descrizione
Nel palazzo, in stile liberty, visse il giornalista Antonio Petriccione autore del celebre libro La fontana dei parchi con il quale vinse il Premio Partenope nel 1956.